# Volga-Uráli Állam
A Volga-Uráli Állam rövid életű föderatív tatár köztársaság volt az orosz polgárháború alatt, tatárok, baskírok és csuvasok vezetésével. Egyes történészek szerint egy újkori kísérlet volt a Kazáni Kaganátus feltámasztására. Tatár nyelven az ország elnevezése İdel-Ural xäräkäteneñ bayrağ. 
Először a muzulmán baskírok döntöttek a független állam létrehozásáról. 1917 végén a volgai németek és más altáji népcsoportok is csatlakoztak a szövetséghez. 1917 december 12-én hivatalosan is megalakult a föderatív állam.
A köztársaságot, amely a Kazán környéki és az Urál déli hegyláncait foglalta magába, 1918. március 28-án legyőzte a Vörös Hadsereg.
A Volga-Uráli Állam vezetője, Sadrí Maqsudí Arsal 1918-ban Finnországba menekült, ahol tovább folytatta politizálását. Jó kapcsolatot ápolt a finn kormánnyal, különösen a külügyminiszterrel, akivel régi jó barátok voltak. A volt elnök 1919-ben Észtországba, majd Svédországba, Németországba és Franciaországba is ellátogatott, ahol segítséget kért a bolsevikok elleni harchoz. 1959-ben az állam felkerült a „Bebörtönzött Népek” nyilatkozatára az Amerikai Egyesült Államokban.
A mai napig egyes tatár politikusok hangoztatják a Volga-Uráli Állam fontosságát. Legfőbb érvük az altáji nyelvek és a kulturális vonatkoztatások védelme az Oroszországi Föderációval szemben.[forrás?]

## Fordítás
Ez a szócikk részben vagy egészben  az   Idel-Ural State című angol Wikipédia-szócikk ezen változatának fordításán alapul.  Az eredeti cikk szerkesztőit annak laptörténete sorolja fel. Ez a jelzés csupán a megfogalmazás eredetét és a szerzői jogokat jelzi, nem szolgál a cikkben szereplő információk forrásmegjelöléseként.